# Pfarrkirche St. Valentin-Landschach

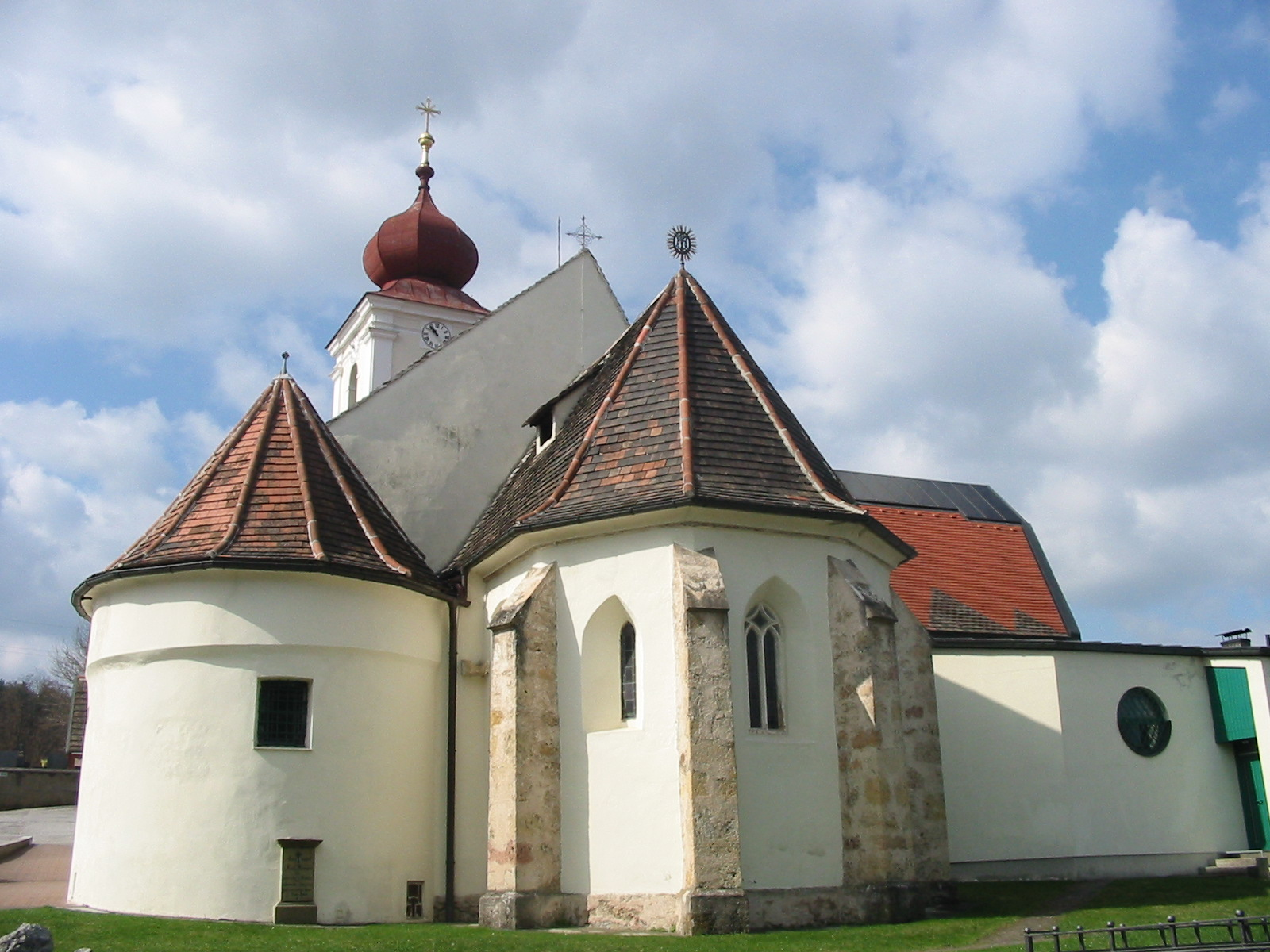
Kath. Pfarrkirche hl. Valentin in St. Valentin-Landschach

Die römisch-katholische Pfarrkirche St. Valentin-Landschach steht in der Ortschaft St. Valentin-Landschach in der Gemeinde Grafenbach-St. Valentin im Bezirk Neunkirchen in Niederösterreich. Die dem hl. Valentin geweihte Pfarrkirche – dem Stift Heiligenkreuz inkorporiert – gehört zum Dekanat Gloggnitz in der Erzdiözese Wien.

## Geschichte
1204 wird urkundlich eine Kapelle oder ein Karner genannt. St. Valentin war ursprünglich eine Filiale von St. Lorenzen am Steinfeld. Um 1300 erfolgte ein Kirchenneubau. 1617 wurde St. Lorenzen vom Stift Rein dem Stift Neukloster in Wiener Neustadt übergeben. 1659 wurde die gotische Kirche barockisiert. 1684 kam es zu einem Brand in dessen Folge die Kirche bis 1726 umgebaut und ein Turm errichtet wurde. 1746–1775 erfolgte der Bau der Liebfrauenkapelle. 1880 wurde das Neukloster mit dem Stift Heiligenkreuz vereinigt, infolgedessen wurde die Pfarre St. Valentin-Landschach dem Stift Heiligenkreuz inkorporiert. Von 1946 bis 2004 wurde die Seelsorge den Oblaten des hl. Franz von Sales übergeben. 1989/90 wurde die nördliche Langhauswand aufgebrochen, die barocke Marienkapelle abgetragen und die Kirche mit einem Erweiterungsbau nach Plänen von Reinhard Gieselmann (1925–2013) erheblich vergrößert.

## Architektur
Das im Kern gotische Langhaus aus der ersten Hälfte des 14. Jahrhunderts und der eingezogene, polygonal geschlossene gotische Chor mit 3/8-Schluss und Kreuzgratgewölbe. Das Langhaus und die um 1600 im Süden angebaute Barbarakapelle besitzen ein gemeinsames Satteldach. Im Zwickel von Chor und Barbarakapelle befindet sich ein ehemaliger romanischer Karner aus dem Anfang des 13. Jahrhunderts. Dieser ist zweigeschoßig mit Pyramidendach und war ursprünglich freistehend. Der vorstehende dreigeschoßige Westturm von 1726 hat einen Zwiebelhelm. Durch den nördlichen Erweiterungsbau unter einem verglasten Satteldach ist die Kirche seit 1990 nicht mehr nach Osten, sondern nach Norden ausgerichtet. Der Erweiterungsbau umfasst auch zwei Seitenschiffe und eine Sakristei. In der Seitenwand des Erweiterungsbaus befinden sich Glasmalereien der hl. Barbara und eines Bischofs von Florian Jakowitsch.

## Ausstattung
Der Hochaltar befindet sich seit 1990 im Erweiterungsbau und stammt aus der ersten Hälfte des 18. Jahrhunderts. Das Wandretabel besteht aus einem Bild des hl. Valentin von Hermann Nigg (1919 datiert) und seitlichen barocken Konsolfiguren der heiligen Nepomuk und Florian. Über dem barocken Tabernakel befindet sich ein Gnadenbild, ein Brustbild der hl. Maria mit Kind. Die beiden Seitenaltäre in der Barbarakapelle stammen ebenfalls aus der ersten Hälfte des 18. Jahrhunderts. Das rechte Wandretabel besteht aus Statuen der Heiligen Sebastian und Rochus und aus einer Gnadenfigur Thronende Muttergottes, vermutlich aus der Mitte des 15. Jahrhunderts. Beim linken Altar handelt sich um einen Barbara-Altar mit kandelabertragenden Putten und einem Bild der heiligen Barbara. Weiters befinden sich in der Kirche 14 Kreuzwegbilder aus dem Ende des 19. Jahrhunderts mit neobarocken Rahmen und barocke Konsolenfiguren der heiligen Joachim und Anna. An der Südseite des Turmes steht ein barocker Armen-Seelen-Altar und eine Figurengruppe Kreuzigung über Fegefeuer aus dem Anfang des 18. Jahrhunderts.